# 佛罗里达大学法学院
佛罗里达大学法学院，又称“UF Law”，是位于佛罗里达州盖恩斯维尔中佛罗里达大学的法学院，成立于1909年。是佛罗里达州历史最悠久的公立法学院。在《美国新闻与世界报道》 （US News and World Report）中，该大学法学院在全美排名第21，在公立法学院中排名第6；稅法領域全美排名第2，在公立法學院排名第1。 
在其法学博士课程中，法学院每一个入学班级大约有200名学生。 一年级的学生分为三个部分，大约有50-70名学生，他们一起上大部分一年级的课程。UF Law在佛罗里达州的声誉和威望，使得学校在佛罗里达州的司法、政府、媒体和商业界以及全球范围内培养了多位杰出的校友。

## 学术

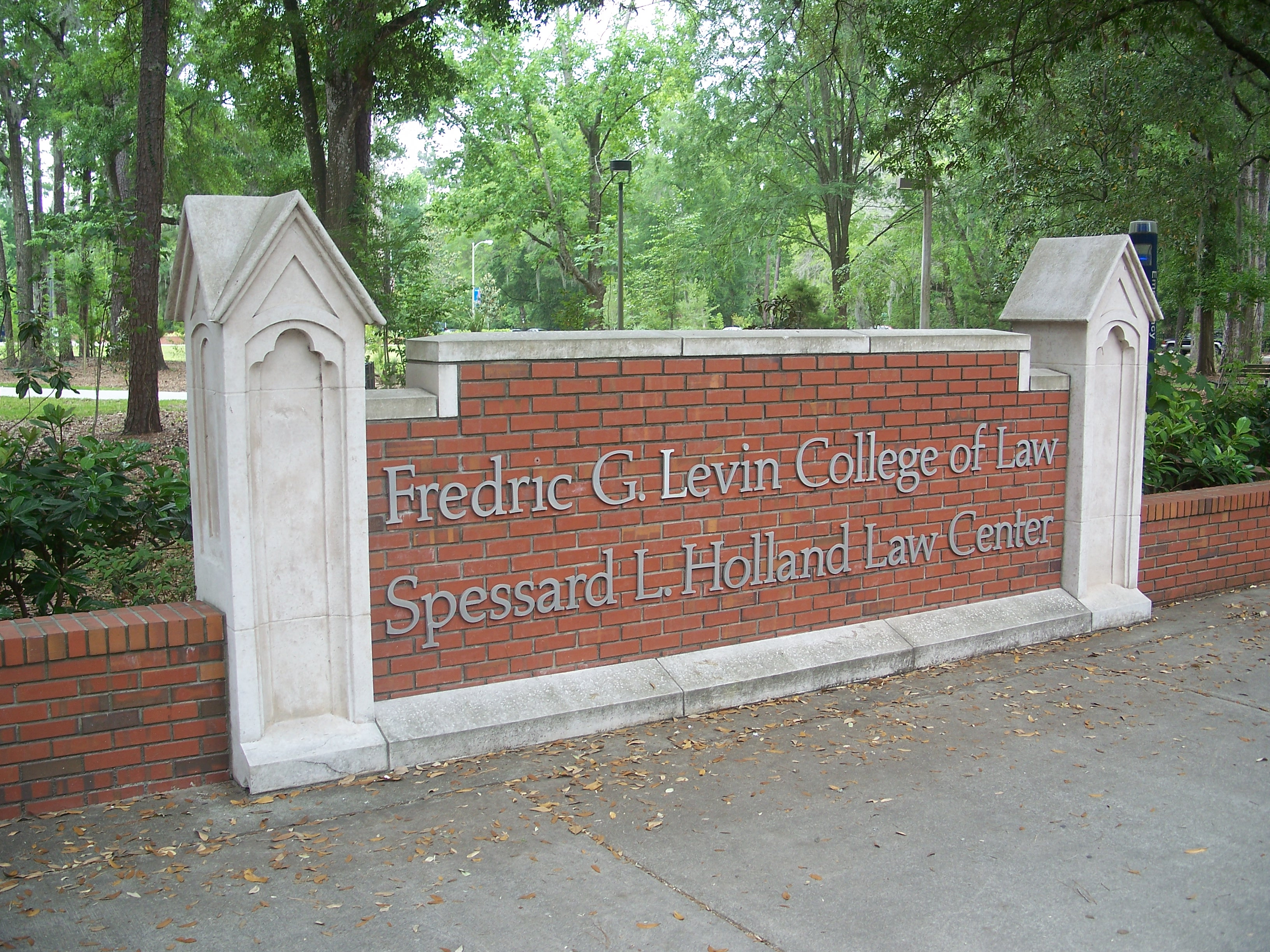
佛罗里达大学法学院和Spessard L. Holland法律中心

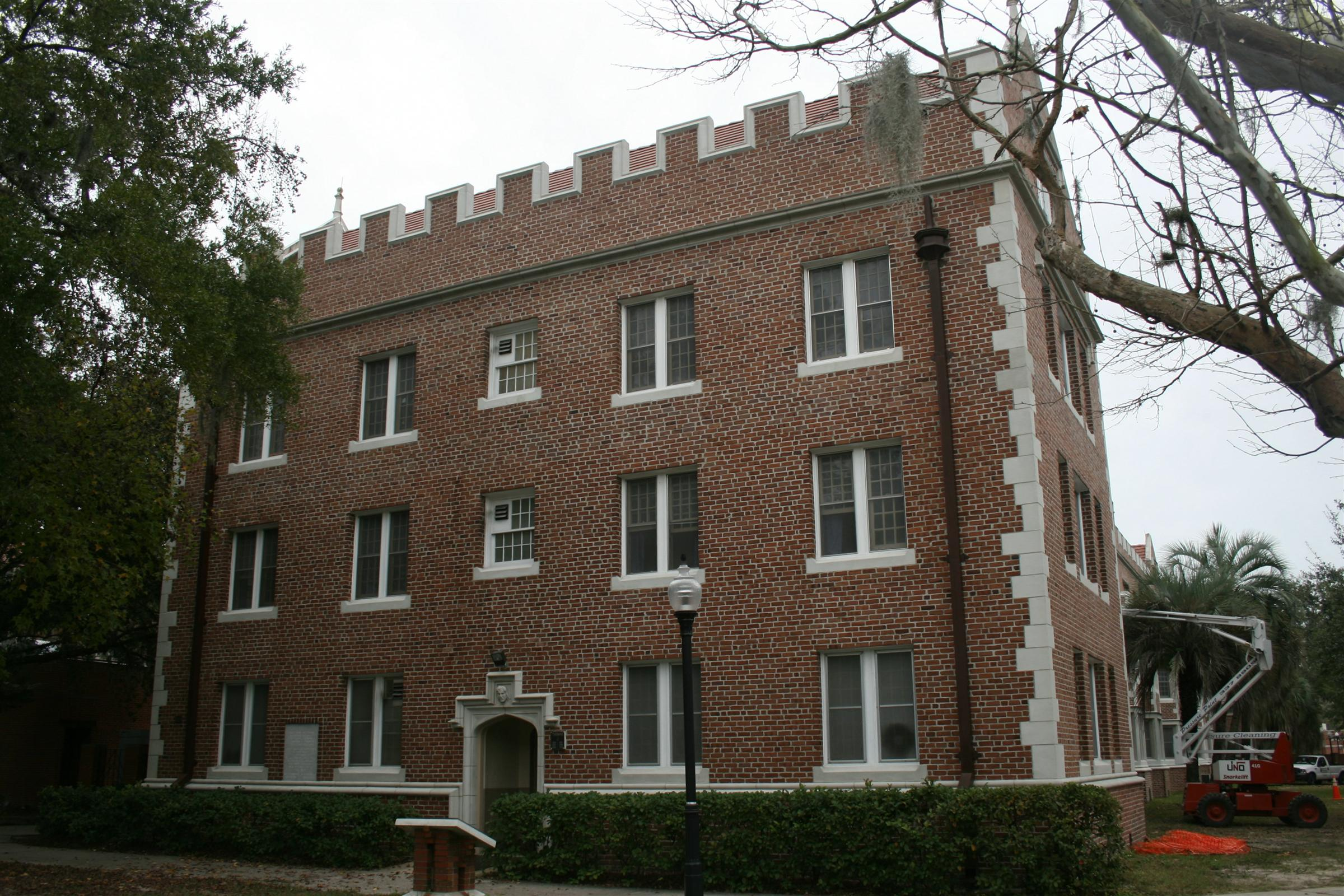
威廉·托马斯·霍尔（ William R.Thomas Hall） ，1909年至1914年在法学院居住。

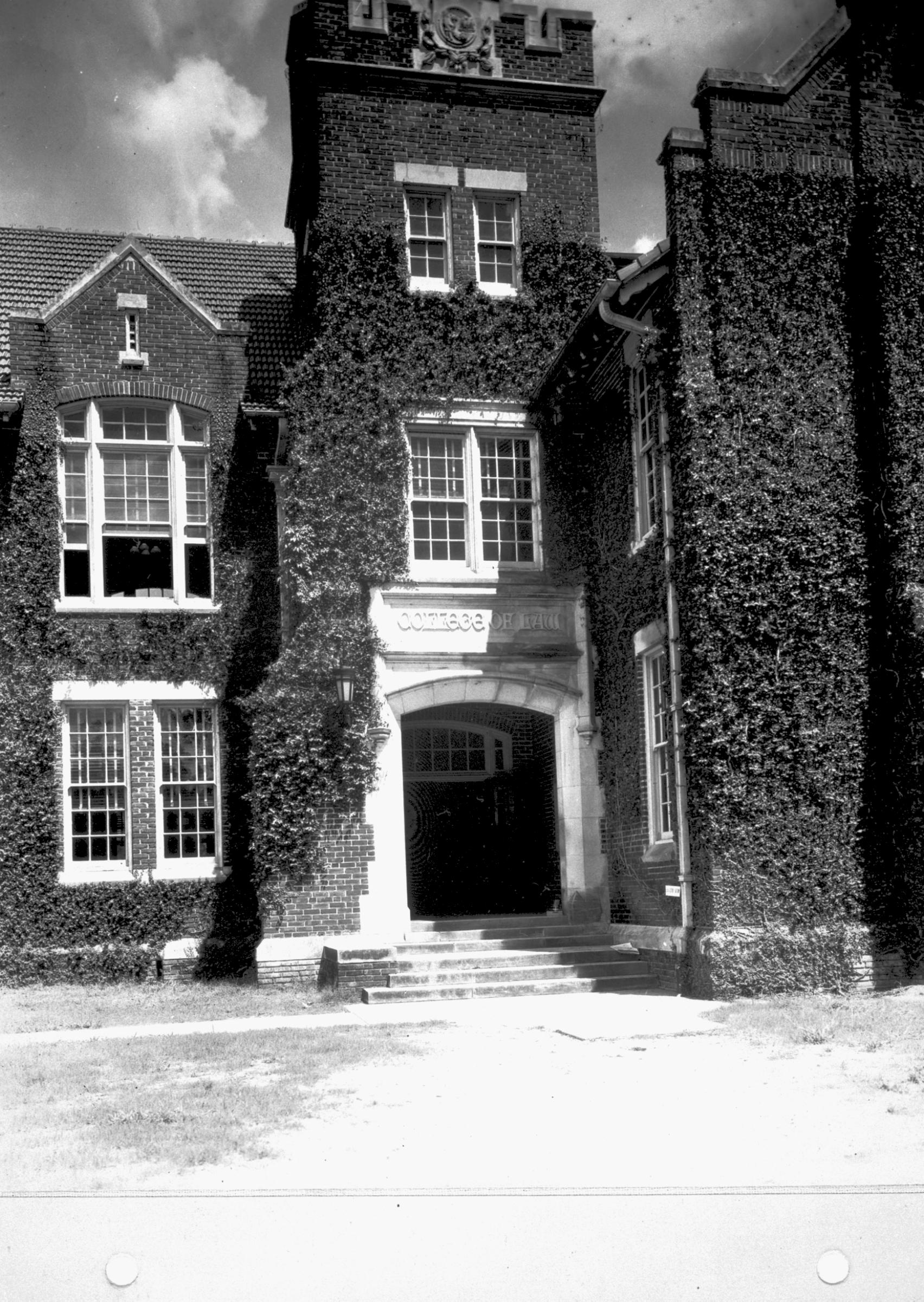
内森·布莱恩·霍尔（ Nathan P.Bryan Hall） ，1914年至1969年为法学院的所在地。

佛罗里达大学法学院提供为期三年的全日制课程，可授予法学博士学位（J.D.）。它还提供其他法律学位，包括法学硕士（LL.M.）学位，课程包括税法、国际税法、美国法律、土地使用和环境法，此外还有税法学博士学位（S.J.D.）。
根据2022年《美国新闻与世界报道》法学院排名，佛罗里达大学法学院在美国法学院中排名第21位，在公立法学院中排名第6位。而其税法领域于全美国所有法学院中排名第2，在公立法学院中排名第1。 《美国新闻与世界报道》法学院排名将佛罗里达大学学院列为佛罗里达州最好的法学院。 
2021年入学班级由241名学生组成，本科平均GPA为3.86，法学院入学考试（LSAT）中位数为167，其入学LSAT分数百分位后25％及75位、GPA分别为161/169和 3.64/3.93。 班级中有31％是种族或种族多样化的学生，而女性则占整体学生46％，法學院目前仅提供秋季学期的入学申请。
必修的第一年课程包括侵权法，刑法，合同，法律研究与写作，宪法，民事诉讼，财产，律师入门和上诉辩护。还要求学生进行法律起草，并建议他们参加有关证据，遗产和信托，公司和审判实践的课程。
学生可以选择与另一研究生学位一起攻读法学博士学位，包括该大学的双学位课程之一的硕士学位、哲学博士（Ph.D）或医学博士学位（M.D.）。除了原法学博士的要求外，学生还可以完成特定要求，并获得表明其专业知识的证书，该证书涵盖房地产规划和信托，家庭法，刑法，知识产权法，环境和土地使用法或美国法律。
学院提供为期九个月的法学硕士课程。提供税法、国际税法、美国法律及土地使用和环境法的法学硕士学位。 国际税法法学硕士课程面向美国和外国法学院的毕业生开放，法学院还提供税法法学博士（S.J.D.)。

## 历史
佛罗里达大学法学院成立于1909年，最初位于Thomas厅（ Thomas Hall），后在1914年至1969年位于Bryan厅（ Bryan Hall），1969年，法学院搬至现之所在地Holland厅（ Holland Hall），该大厅以前佛罗里达州州长、美国参议员和校友Spessard L.Holland （LL.B.'16）命名，Holland厅位于大学校园的西北部。 1984年，以校友法官James D.Bruton（LL.B. '33）和他的妻子Quintilla Geer Bruton 命名，加入法学院大楼名称中。
在著名的彭萨科拉审判律师和校友弗雷德里克·莱文 （JD '61）之后，法学院在1999年更名为Levin法学院，后者向该学院捐赠了1000万美元，其中一笔为1000万美元佛罗里达州提供的一笔赠款，用于建立2000万美元的捐赠基金。
在2004年至2005年间，法学院进行了大规模的整修，创造新的学术空间和扩大法库，它被命名为Lawton Chiles法律信息中心，以前佛罗里达州州长、美国参议员和校友劳顿奇利斯（LL.B. '55）命名。
2012年9月，最高法院大法官克拉伦斯·托马斯（ Clarence Thomas ）在法学院发表演讲。 

## 就业机会
根据2020年佛罗里达大学官方向美国律师协会（ABA）披露之数据：2020年中，91.1％的学生在毕业后九个月获得了（全职、需要法学博士学位、需要律师资格）的工作机会。此外，有6.6％的人获得了需以法学博士为主的全职长期工作；1.98％的学生攻读了研究生学位课程（主要为佛罗里达大学的税法法学硕士课程，在《美国新闻与世界报道》中排名全国第二）；6.2％的工作开始日期被推迟、未知或不寻求工作。 。

## 费用
在2018年秋季之前入读的继续攻读法的学生在2019-20学期每学分时的学费/费用，佛罗里达州居民为743.31美元（30小时= 22,299.30美元），非居民为1,296.80美元（30小时= 38,904.00美元）。 对于2018年秋季及以后入学的学生，每学分2019/2019学期每学分的学费/学杂费将成为整体学费系统的一部分。佛罗里达州居民的费用为21,803.76美元，非居民费用为38,039.47美元。 

## 杰出校友

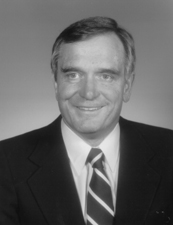
劳顿智利

佛罗里达大学莱文法学院（Fredric G. Levin College）造就了众多的美国参议员、美国众议院15名议员、众多州长和数名美国大使。在过去的40年中，美国律师协会的四位主席都是该学院的毕业生，超过了当时的任何其他法学院。自1950年以来，佛罗里达律师协会主席中有60％以上是该学院的毕业生。众多校友曾在联邦法院担任法官，甚至有五人曾在美国上诉法院任职。佛罗里达最高法院有17名毕业生，其中15名是首席大法官。已有11名毕业生担任学院或大学的校长。

## 课外活动
法学院有40多个活跃的学生组织，其中包括：
- 致力于特定法律领域（艺术法，刑法，军事法，商法，公共利益法，税法，移民法，房地产法等）的组织。
- 政治和社会组织（民主党法学院组织，共和党法学院组织，国家律师协会，美国宪法学会）
- 法学院的联邦主义者协会被认为是美国最重要的章节之一。本章于2014年春季主办了联邦主义者学会第33届年度全国学生研讨会。 [11]
- 约翰·马歇尔律师协会 （页面存档备份，存于）（JMBA）成立于1909年，是佛罗里达大学最古老的组织之一。
- 社区服务组织，供法学院学生使用其法律技能来帮助社区。
- 具有共同背景的学生组织（亚太法律学生协会、西班牙裔和拉丁美洲/拉丁美洲法律学生协会、黑人法律学生协会、犹太法律学生协会，基督教法律协会、女性法学院学生协会，西班牙裔美国法律学生协会）。

法学院有一个模拟审判队，在全国范围内竞争。此外，它还有六个模拟法庭团队：
- 佛罗里达模拟法庭团队，由坎贝尔大法官执行委员会管理。它每学期在州，地区，国家和校内竞赛中竞争。
- 税务模拟法庭团队，每年参加多个LL.M.和J.D.国内和国际税务模拟法庭比赛。
- 杰瑟普模拟法庭团队，参加国际法比赛。
- 国际商事仲裁模拟法庭团队，参与国际仲裁。
- 公司与证券模拟法庭团队，专注于证券法规，公司治理和商业法中的信托义务。
- 环境模拟法庭团队，每年在佩斯法学院的全国环境法律模拟法庭比赛中竞争。

法学院发表以下法律评论：
- 该法学院之的旗舰出版物《佛罗里达法律评论》
- 佛罗里达大学法律与公共政策杂志
- 佛罗里达国际法杂志
- 技术法律与政策杂志
- 佛罗里达税务评论

布鲁顿-盖尔厅（Bruton-Geer Hall）的建筑风格于1984年完工，最好归为野蛮主义；具体特征在其设计中很突出。Holland厅的翻新工程于2005年完成，耗资2500万美元，以砖块和混凝土为特色。
法学院的场地包含几件艺术品。最新的作品是罗德岛设计学院的吉姆·科尔（Jim Cole）创作的三幅金属雕塑，代表了政府的三个部门：立法和行政部门（2005年安装）和司法机构（2006年安装）。这些雕塑还可以用作长凳。法学院图书馆的大厅里摆放着科尔（Cole）的雕塑，椅子被命名为“游说家” 。
学院的校园内还包含一系列大型的，相互交织的金属环，看起来部分处于地下。他们被称为“麦片” 。

## 院长

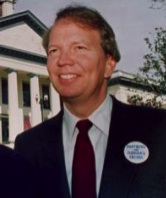
迪恩·乔恩·米尔斯

| 西元年         | 院长              |
| -------------- | ----------------- |
| 1909–1912年    | 阿尔伯特·法拉     |
| 1912-1915年    | 托马斯·休斯       |
| 1915-1947年    | 哈里·特鲁斯勒     |
| 1948年至1958年 | 亨利·芬恩         |
| 1959–1970年    | 弗兰克·马洛尼     |
| 1971–1980      | 约瑟夫·朱林       |
| 1981–1988年    | 弗兰克·T·雷德     |
| 1988–1996      | 杰弗里·刘易斯     |
| 1996–1999      | 理查德·马塔萨     |
| 1999–2003年    | 乔恩·米尔斯       |
| 2003–2014      | 罗伯特·杰里       |
| 2014–2015      | 乔治·道森（临时） |
| 2015年至今     | 劳拉·安·罗森伯里  |

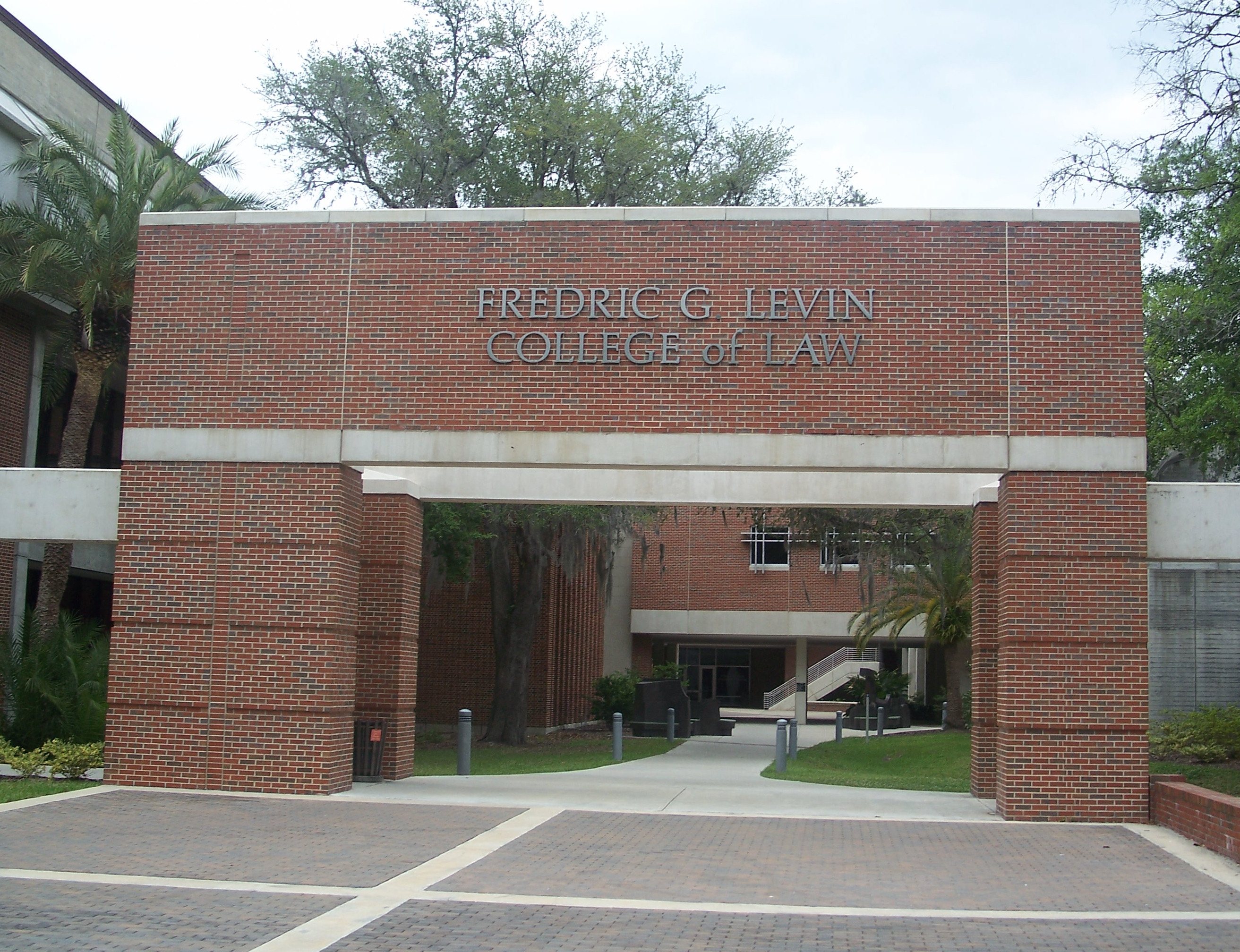
入口
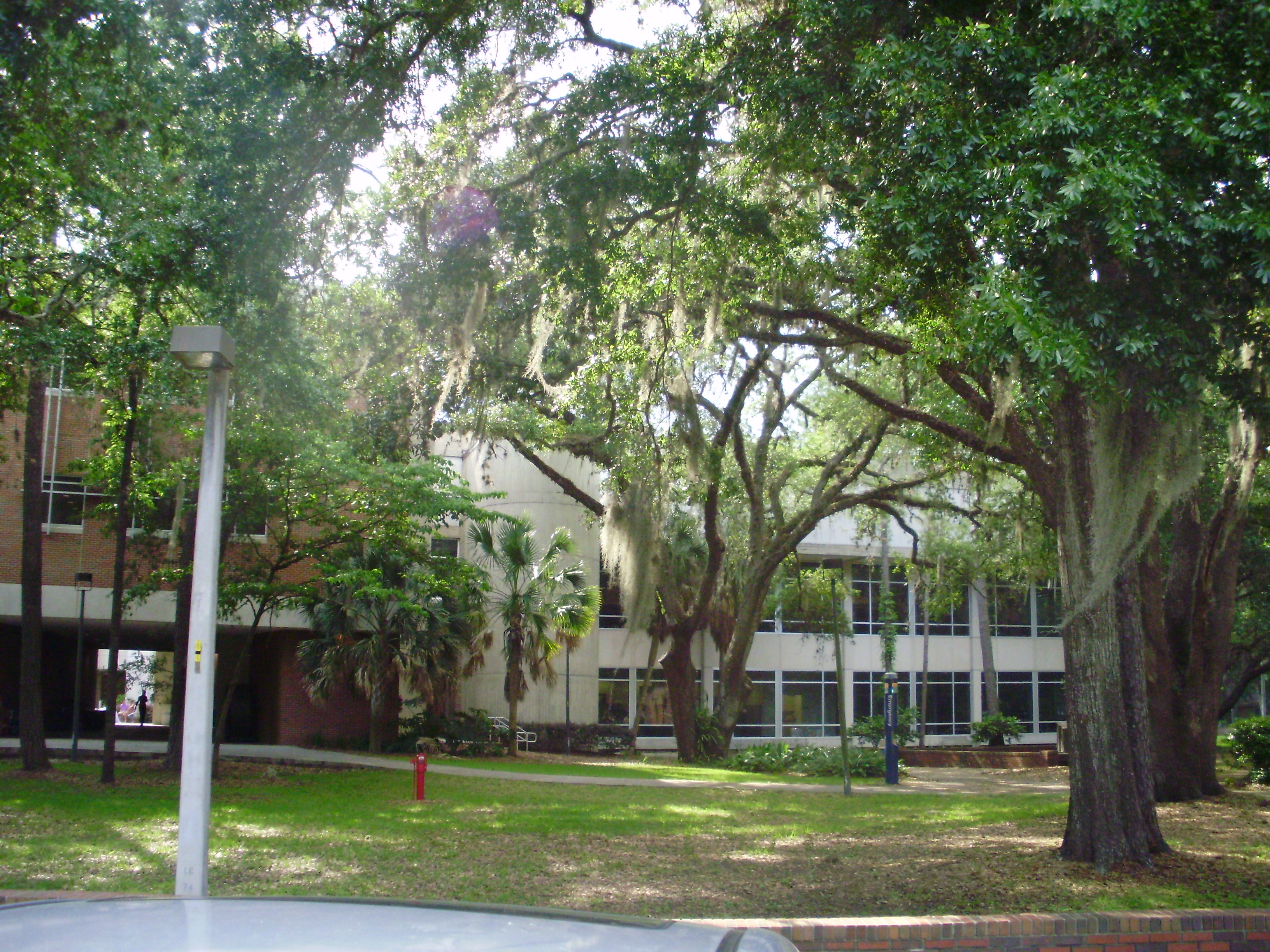
Holland法律中心东侧
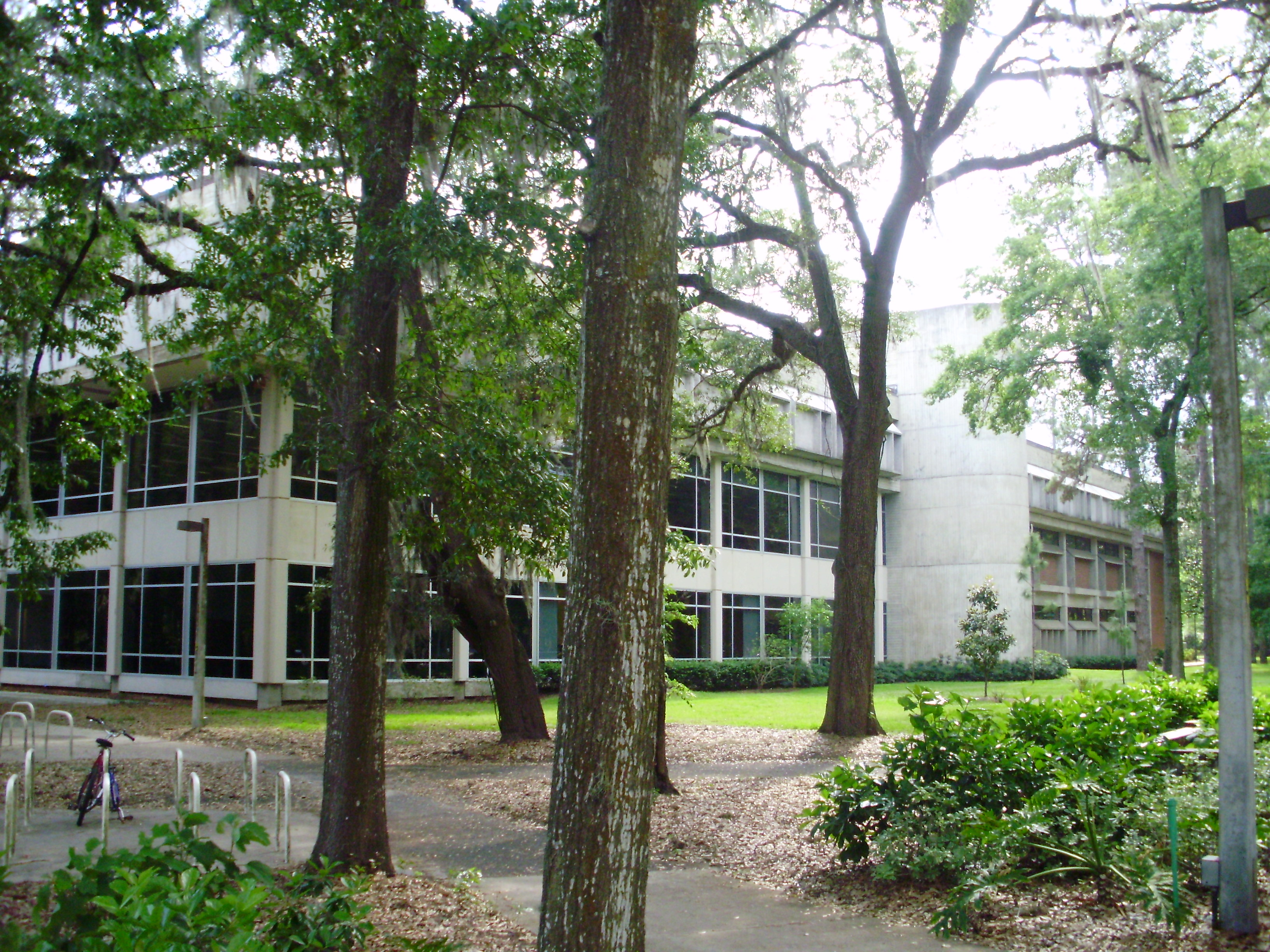
Holland法律中心东北角
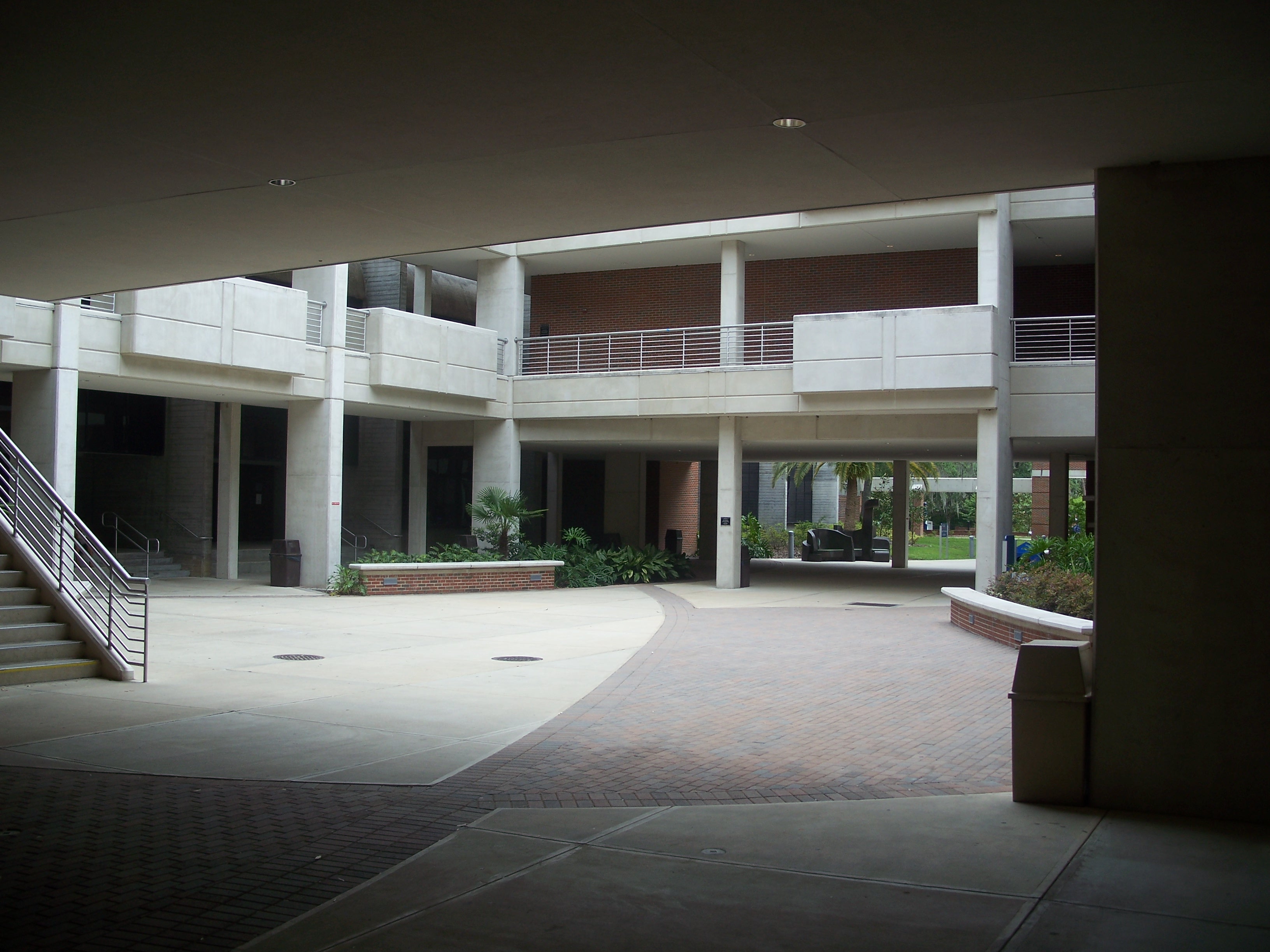
Holland法律中心内的广场
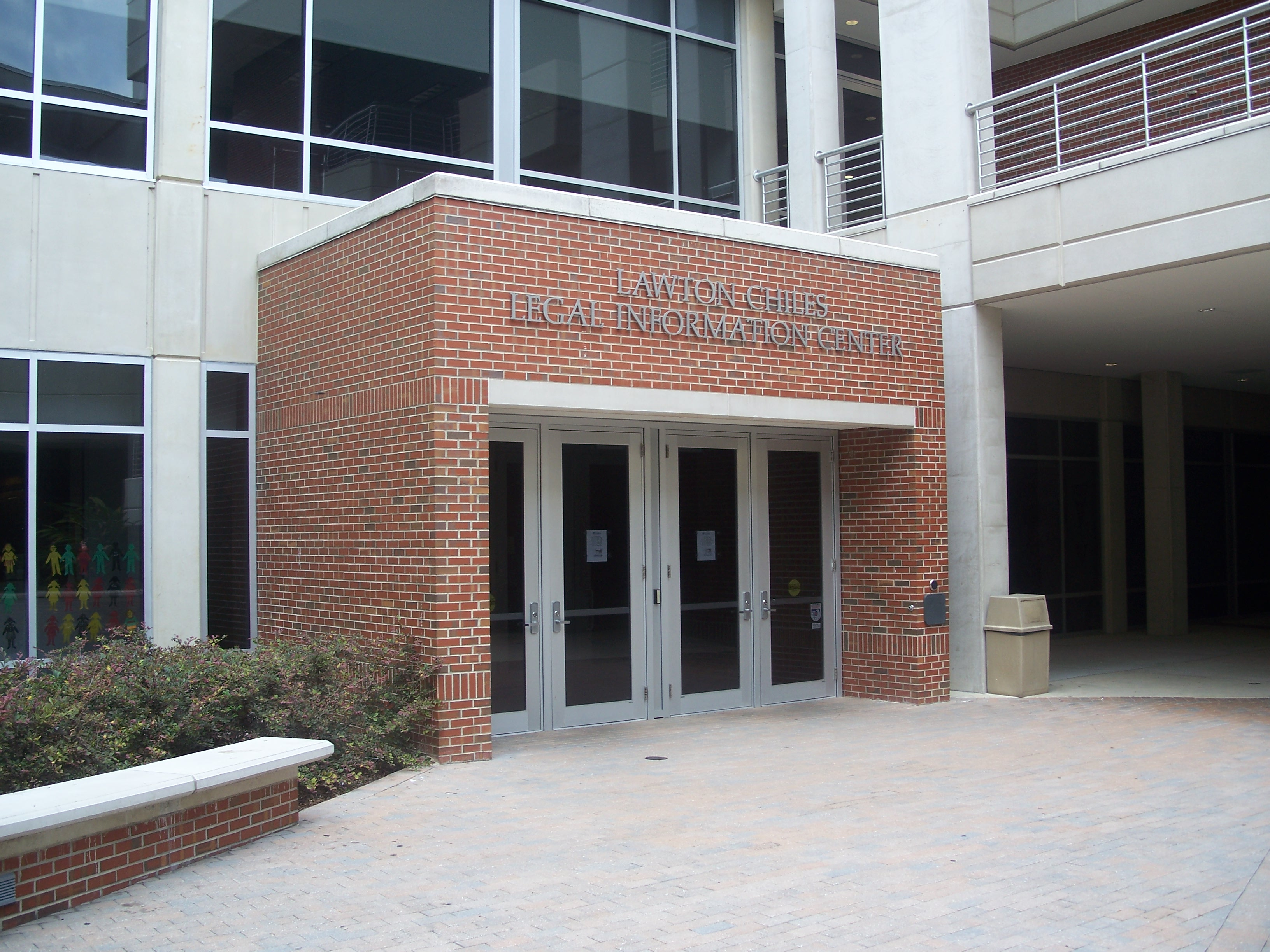
Gville 法學院图书馆
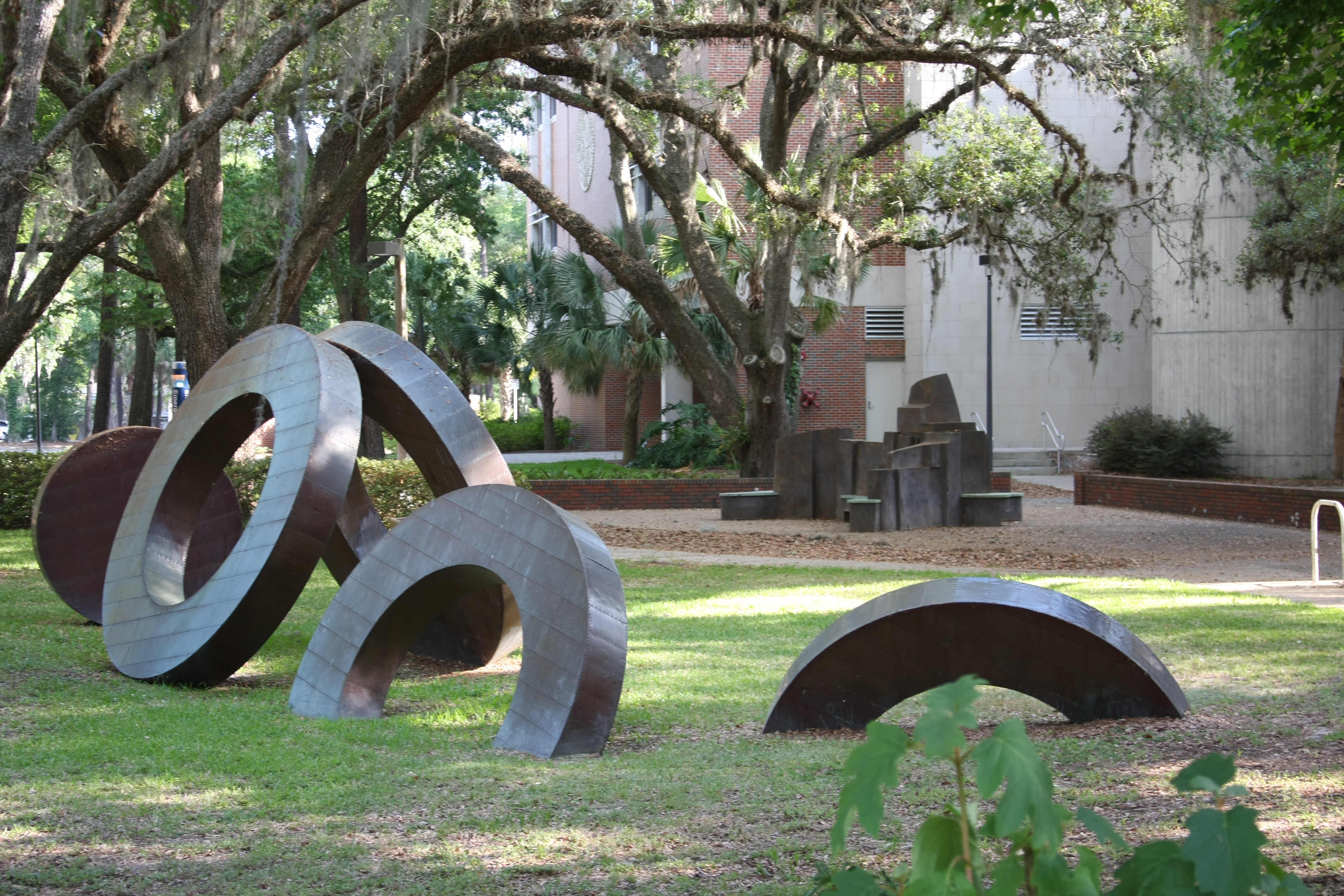
“麦片”雕塑
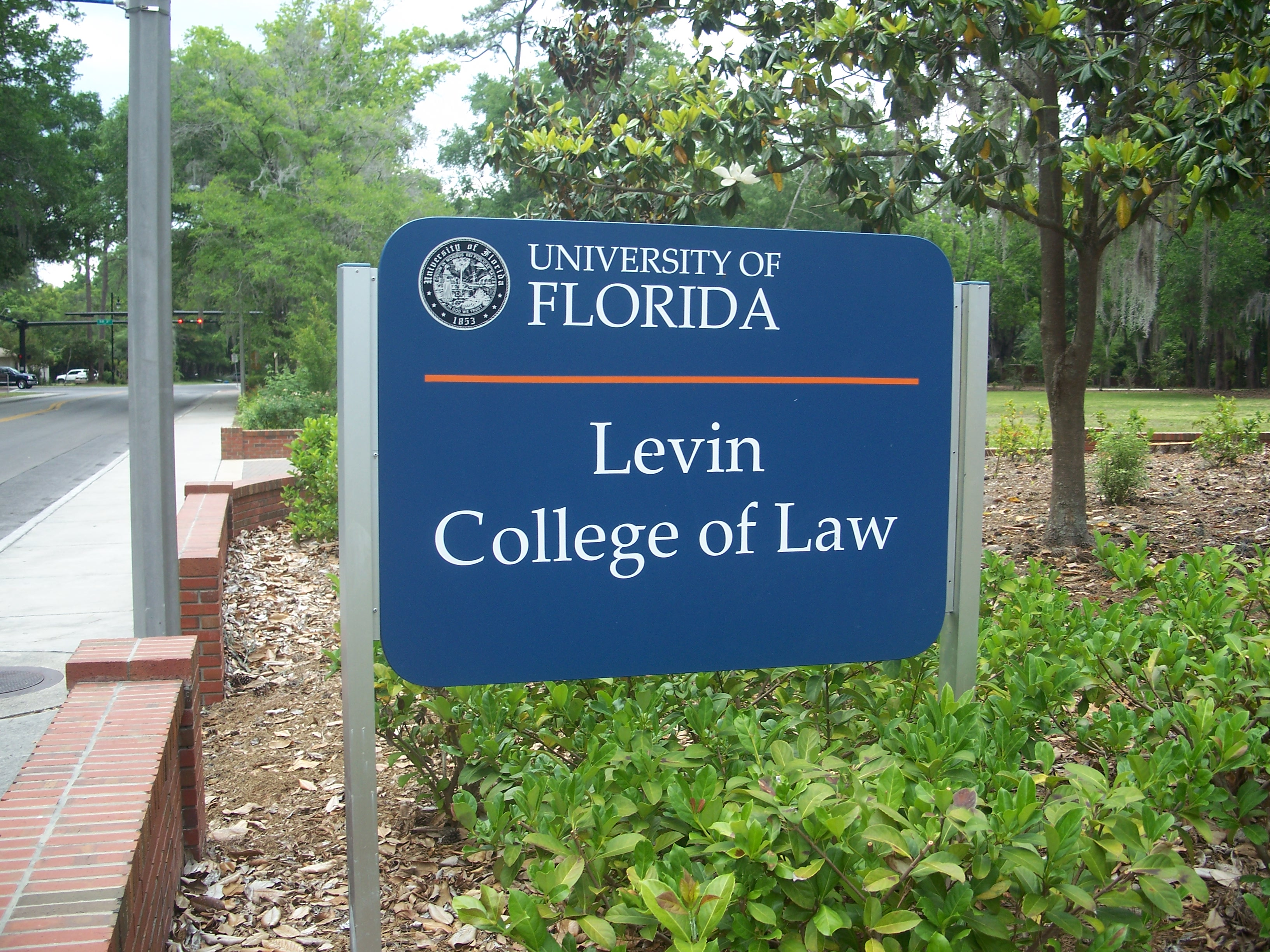
法学院标志
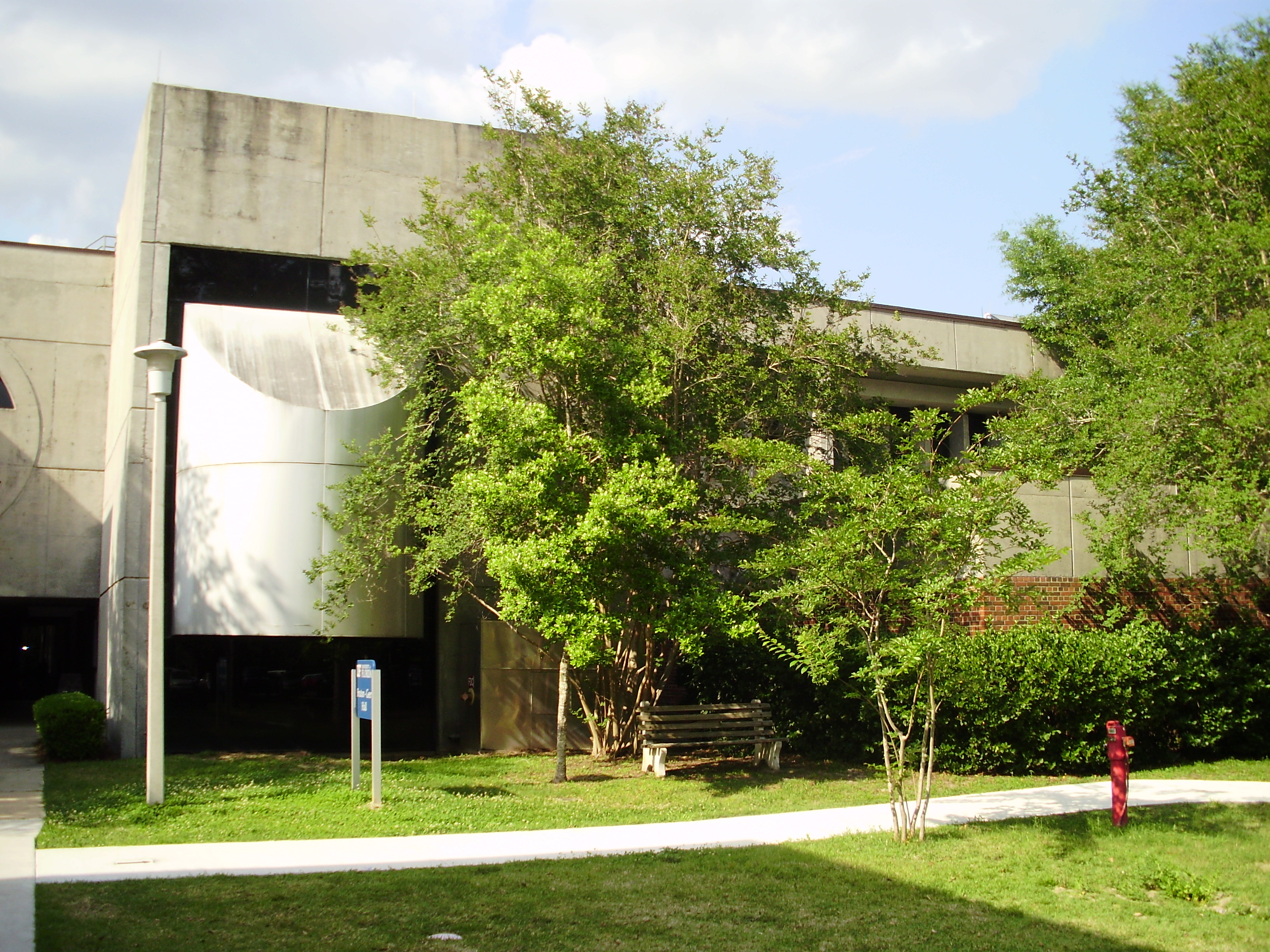
布鲁顿·吉尔厅
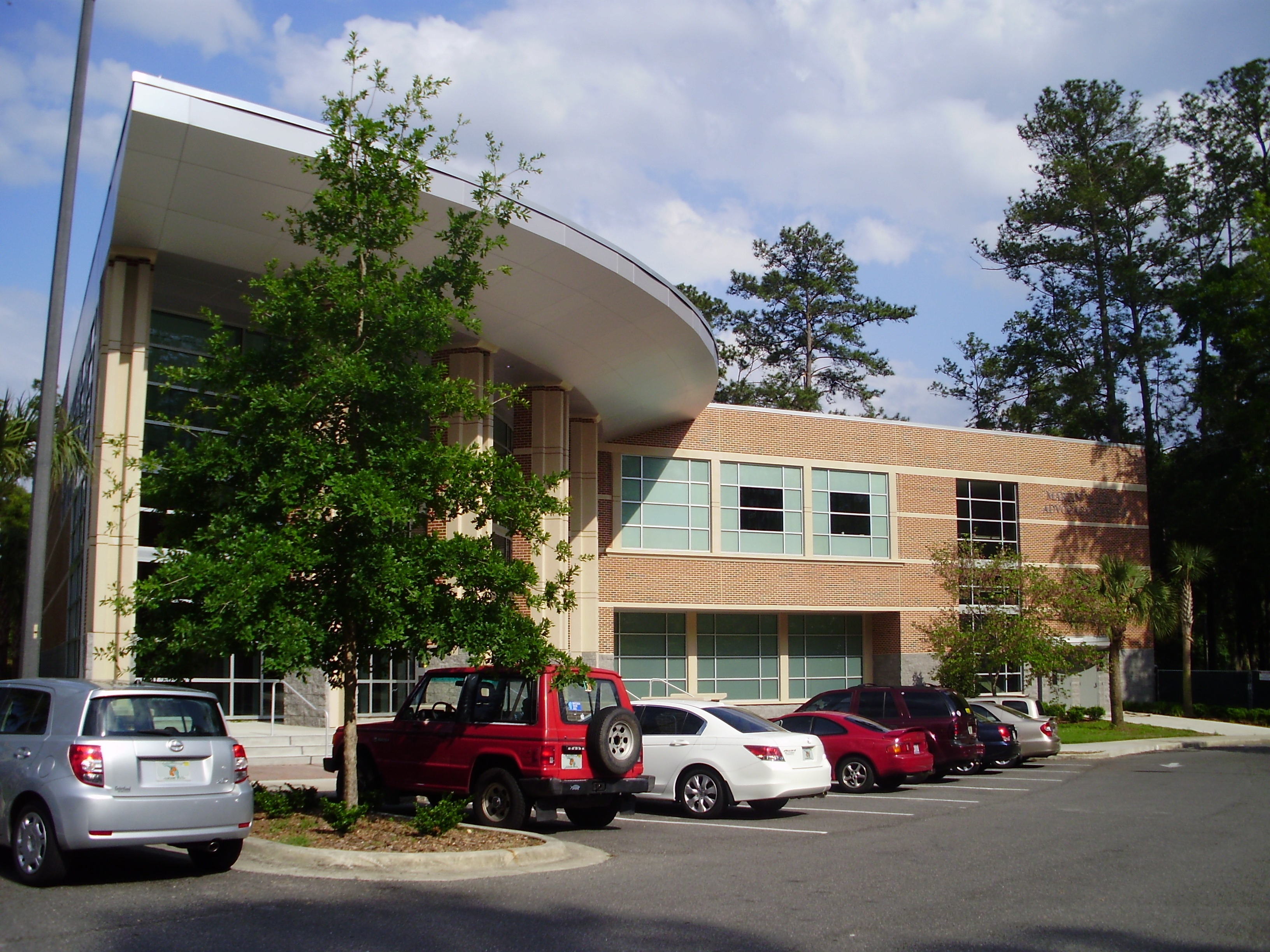
佛罗里达大学法学院法律倡导中心

## 相關網站
- 官方网站